# Lijst van voetbalinterlands Duitse Democratische Republiek - Frankrijk
Deze lijst van voetbalinterlands is een overzicht van alle officiële voetbalwedstrijden tussen de nationale teams van de Duitse Democratische Republiek (DDR) en Frankrijk. De landen speelden zeven keer tegen elkaar. De eerste ontmoeting, een kwalificatiewedstrijd voor het Europees kampioenschap voetbal 1976, werd gespeeld in Parijs op 16 november 1974. Het laatste duel, een vriendschappelijke wedstrijd, vond plaats op 24 januari 1990 in Koeweit-Stad.

## Wedstrijden
| № | Plaats       | Datum             | Competitie           | Wedstrijd                                  | Uitslag |
| - | ------------ | ----------------- | -------------------- | ------------------------------------------ | ------- |
| 1 | Parijs       | 16 november 1974  | EK 1976 kwalificatie | Frankrijk – Duitse Democratische Republiek | 2 – 2   |
| 2 | Leipzig      | 12 oktober 1975   | EK 1976 kwalificatie | Duitse Democratische Republiek – Frankrijk | 2 – 1   |
| 3 | Parijs       | 8 december 1984   | WK 1986 kwalificatie | Frankrijk – Duitse Democratische Republiek | 2 – 0   |
| 4 | Leipzig      | 11 september 1985 | WK 1986 kwalificatie | Duitse Democratische Republiek – Frankrijk | 2 – 0   |
| 5 | Leipzig      | 19 november 1986  | EK 1988 kwalificatie | Duitse Democratische Republiek – Frankrijk | 0 – 0   |
| 6 | Parijs       | 18 november 1987  | EK 1988 kwalificatie | Frankrijk – Duitse Democratische Republiek | 0 – 1   |
| 7 | Koeweit-Stad | 24 januari 1990   | Vriendschappelijk    | Frankrijk – Duitse Democratische Republiek | 3 – 0   |

## Samenvatting
| Competitie        | Totaal gespeeld | Winst DDR | Gelijk | Winst Frankrijk | Doelsaldo DDR – Frankrijk |
| ----------------- | --------------- | --------- | ------ | --------------- | ------------------------- |
| WK-kwalificatie   | 2               | 1         | 0      | 1               | 4 − 7                     |
| EK-kwalificatie   | 5               | 2         | 2      | 1               | 0 − 1                     |
| Vriendschappelijk | 1               | 0         | 0      | 1               | 3 − 0                     |
| Totaal            | 7               | 3         | 2      | 2               | 7 − 8                     |

Wedstrijden bepaald door strafschoppen worden, in lijn met de FIFA, als een gelijkspel gerekend.

## Details

### Eerste ontmoeting
| EK 1976 kwalificatie (Parijs, Frankrijk, 16 november 1974): |              | |
| Frankrijk | 2 – 2        | Duitse Democratische Republiek |
| Jean-Marc Guillou 79' Jean Gallice 89' | goals        | 25' Jürgen Sparwasser 57' Hans-Jürgen Kreische |
| Ștefan Kovács | bondscoach   | Georg Buschner |
| Jean-Paul Bertrand-Demanes Jean-François Jodar Jean-Pierre Adams Marius Trésor François Bracci Jean-Noël Huck Henri Michel 65' Jean-Marc Guillou Gérard Soler Christian Coste 46' Georges Bereta | opstellingen | Jürgen Croy Hans-Jürgen Dörner Gerd Kische Konrad Weise Siegmar Wätzlich Reinhard Häfner Lothar Kurbjuweit 83' Hans-Jürgen Kreische Reinhard Lauck Jürgen Sparwasser Martin Hoffmann |
| Jean Gallice 46' Christian Synaeghel 65' | wissels      | 83' Wolfgang Seguin |
| François Bracci 61' | gele kaarten | 65' Jürgen Croy |
| Gérard Soler 86' | rode kaarten | |

### Tweede ontmoeting
| EK 1976 kwalificatie (Leipzig, Duitse Democratische Republiek, 12 oktober 1975): |              | |
| Duitse Democratische Republiek | 2 – 1        | Frankrijk |
| Joachim Streich 56' Eberhard Vogel 78' (pen.) | goals        | 50' Dominique Bathenay |
| Georg Buschner | bondscoach   | Ștefan Kovács |
| Jürgen Croy Hans-Jürgen Dörner Joachim Fritsche Konrad Weise Gerd Weber Reinhard Lauck Hartmut Schade Reinhard Häfner Joachim Streich 75' Peter Ducke Eberhard Vogel                            | opstellingen | Dominique Baratelli Gérard Janvion Jean-Pierre Adams Marius Trésor François Bracci Henri Michel Jean Gallice Jean-Marc Guillou Dominique Bathenay Dominique Rocheteau Albert Emon |
| Martin Hoffmann 75' | wissels      | |
| | gele kaarten | 41' Jean-Pierre Adams 71' Dominique Bathenay |
| - Debuut van Hartmut Schade (Dynamo Dresden) voor de Duitse Democratische Republiek. - Debuut van Dominique Bathenay (AS Saint-Étienne) en Gérard Janvion (AS Saint-Étienne) voor de Frankrijk. |              | |

### Derde ontmoeting
| WK 1986 kwalificatie (Parijs, Frankrijk, 8 december 1984):                                                                                                 |              | |
| Frankrijk | 2 – 0        | Duitse Democratische Republiek |
| Yannick Stopyra 32' Philippe Anziani 89' | goals        | |
| Henri Michel | bondscoach   | Bernd Stange |
| Joël Bats Michel Bibard Didier Sénac Maxime Bossis Manuel Amoros Alain Giresse Jean Tigana Luis Fernandez Michel Platini Yannick Stopyra 84' Bruno Bellone | opstellingen | René Müller Hans-Jürgen Dörner Andreas Trautmann Dirk Stahmann Matthias Döschner Jörg Stübner Rainer Troppa Matthias Liebers 75' Wolfgang Steinbach 79' Ralf Minge Andreas Thom |
| Philippe Anziani 84' | wissels      | 75' Hans Richter 79' Michael Glowatzky |
| | gele kaarten | 66' Jörg Stübner |

### Vierde ontmoeting
| WK 1986 kwalificatie (Leipzig, Duitse Democratische Republiek, 11 september 1985):                                                              |              | |
| Duitse Democratische Republiek | 2 – 0        | Frankrijk |
| Rainer Ernst 53' Ronald Kreer 81' | goals        | |
| Bernd Stange | bondscoach   | Henri Michel |
| René Müller Frank Rohde Ronald Kreer Carsten Sänger Uwe Zötzsche Jörg Stübner Ralf Minge Matthias Liebers Andreas Thom Ulf Kirsten Rainer Ernst | opstellingen | Joël Bats Michel Bibard Yvon Le Roux Maxime Bossis William Ayache Alain Giresse Luis Fernandez Michel Platini 75' Fabrice Poullain José Touré Dominique Rocheteau |
| | wissels      | 75' Bruno Bellone |
| - Debuut van Fabrice Poullain voor Frankrijk.                                                                                                   |              | |

### Vijfde ontmoeting
| EK 1988 walificatie (Leipzig, Duitse Democratische Republiek, 19 november 1986):                                                                                   |              | |
| Duitse Democratische Republiek | 0 – 0        | Frankrijk |
| | goals        | |
| Bernd Stange | bondscoach   | Henri Michel |
| René Müller Dirk Stahmann Detlef Schößler Frank Rohde Matthias Döschner Rico Steinmann 62' Jörg Stübner Matthias Liebers Ulf Kirsten 77' Frank Pastor Andreas Thom | opstellingen | Joël Bats William Ayache Basile Boli Patrick Battiston Yvon Le Roux Manuel Amoros Jean Tigana Michel Platini Fabrice Poullain Yannick Stopyra 83' Jean-Pierre Papin |
| Hans Richter 62' Matthias Sammer 77' | wissels      | 83' Bruno Bellone |

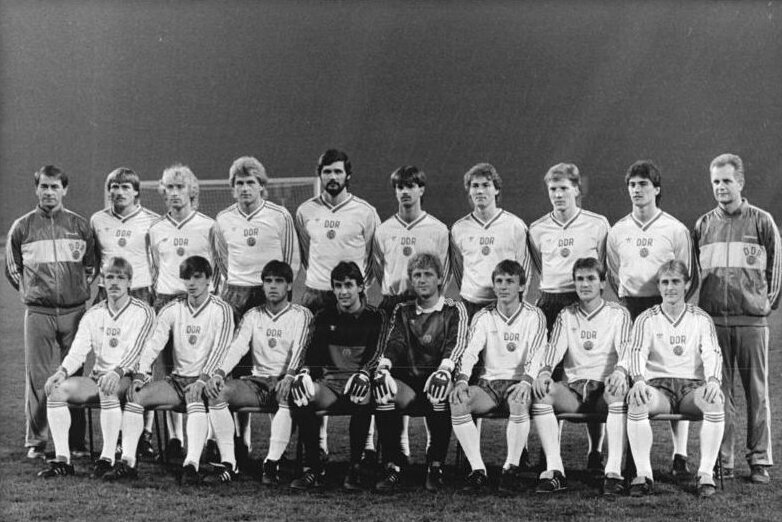
Het Oost-Duitse elftal op 19 november 1986 in Leipzig vlak voor de aftrap van het EK-kwalificatieduel tegen Frankrijk, met vooraan van links naar rechts Detlef Schößler (1. FC Magdeburg), Jörg Stübner, Ulf Kirsten (beiden SG Dynamo Dresden), René Müller (1. FC Lok Leipzig), Jörg Weißflog (BSG Wismut Aue), Andreas Thom, Frank Rohde, Christian Backs (allen BFC Dynamo). Staand vanaf links: assistent-trainer Harald Irmscher, Hans Richter, Matthias Liebers, Uwe Zötzsche (allen 1. FC Lok Leipzig), Dirk Stahmann (1. FC Magdeburg), Rico Steinmann (FC Karl-Marx-Stadt), Matthias Döschner, Matthias Sammer (beiden SG Dynamo dresden), Frank Pastor (BFC Dynamo) en bondscoach Bernd Stange (foto Bundesarchiv)

| - Debuut van Rico Steinmann en Matthias Sammer voor de Duitse Democratische Republiek.                                                                             |              | |

### Zesde ontmoeting
| EK 1988 kwalificatie (Parijs, Frankrijk, 18 november 1987): |              | |
| Frankrijk | 0 – 1        | Duitse Democratische Republiek |
| | goals        | 90' Rainer Ernst |
| Henri Michel | bondscoach   | Bernd Stange |
| Joël Bats Manuel Amoros Basile Boli Sylvain Kastendeuch Yvon Le Roux Bruno Germain Dominique Bijotat 76' Fabrice Poullain Bernard Zénier Éric Cantona Bruno Bellone | opstellingen | René Müller Dirk Stahmann Ronald Kreer Matthias Döschner Uwe Zötzsche Hans-Uwe Pilz Matthias Liebers Rico Steinmann Ulf Kirsten 61' Ralf Minge Andreas Thom |
| Philippe Fargeon 76' | wissels      | 61' Rainer Ernst |
| Yvon Le Roux 57' Basile Boli 74' | gele kaarten | 16' Dirk Stahmann 71' Matthias Döschner 88' Rico Steinmann                                                                                                  |
| - Debuut van Sylvain Kastendeuch en Bruno Germain voor Frankrijk.                                                                                                   |              | |

### Zevende ontmoeting
| Vriendschappelijk (Koeweit-Stad, Koeweit, 24 januari 1990): |              | |
| Frankrijk | 3 – 0        | Duitse Democratische Republiek |
| Éric Cantona 1' Éric Cantona 24' Didier Deschamps 73' | goals        | |
| Michel Platini | bondscoach   | Eduard Geyer |
| Bruno Martini Manuel Amoros 81' Laurent Blanc 84' Bernard Casoni Éric Di Meco Jean-Marc Ferreri 60' Bernard Pardo Didier Deschamps Éric Cantona Pascal Vahirua Franck Sauzée 78' | opstellingen | Dirk Heyne Andreas Wagenhaus Hendrik Herzog Burkhard Reich Matthias Maucksch 72' Jörg Stübner 82' Matthias Sammer Rico Steinmann 46' Dariusz Wosz Ulf Kirsten Thomas Doll |
| Rémi Garde 60' Franck Silvestre 78' Basile Boli 81' Marcel Dib 84' | wissels      | 46' Marcus Wuckel 72' Uwe Weidemann 82' Hilmar Weilandt |
| - Debuut van Andreas Wagenhaus, Matthias Maucksch en Hilmar Weilandt voor de Duitse Democratische Republiek.                                                                     |              | |